# Torpedo Mark 27
El torpedo Mark 27 fue el primero de los torpedos de 19 pulgadas (48cm.) lanzados por submarinos de la Marina de los Estados Unidos. Este torpedo propulsado eléctricamente tenía 3.175 m (125 pulgadas) de largo y pesaba 534 kg. El torpedo empleó un sistema de guía acústica pasivo y estaba destinado a objetivos submarinos y de superficie. Apodado "Cutie" por tripulaciones submarinas, el Mark 27 entró en servicio en 1943 como arma defensiva. El torpedo fue clasificado como obsoleto en la década de 1960.
El Mark 27 era esencialmente una mina Mark 24 que había sido modificada para el lanzamiento de submarinos en un tubo de torpedo de 21 pulgadas mediante la adición guías de madera de una pulgada montadas en la cubierta exterior del torpedo.

## Desarrollo
La eficacia de la mina Mark 24, lanzada desde el aire y con sistema de guía acústico, captó la atención de la adaptación de la Marina de los EE. UU. y consideró su sistema de guía para un nuevo torpedo submarino para luchar contra las unidades de escolta de superficie. El nuevo torpedo debía cumplir un papel similar al del torpedo G7e en la Armada alemana. La idea de este tipo de torpedo surgió por primera vez en una conferencia en la División 6 del Comité de Investigación de Defensa Nacional (NDRC), presidida por el Dr. John Tate, físico de la Universidad de Minnesota. Durante esta conferencia, la NDRC tuvo la tarea de considerar posibles modificaciones a la mina Mk 24 para permitir su uso en submarinos contra pequeños buques de superficie. Inicialmente se consideró la posibilidad de lanzar el torpedo desde un tubo de torpedos mediante aire comprimido, pero la Armada rápidamente decidió que desde un punto de vista táctico la solución preferida sería que el torpedo saliera por sí solo. Puesto que el aire comprimido en expansión, subiendo a la superficie, revelaría claramente la posición del submarino sumergido.
Los objetivos principales de las nuevas armas eran pequeñas unidades, a menudo sampanes reconvertidos, que perseguían a los submarinos estadounidenses, desde 1943 operando cada vez más en aguas costeras poco profundas. El poco calado de estas unidades hacia que a menudo los torpedos convencionales fallaran pasando por debajo. Durante la conferencia, la NDRC tuvo la tarea de considerar posibles modificaciones la mina Mk 24 para permitir su uso con submarinos contra tales barcos.
Después de tomar la decisión de desarrollar el nuevo torpedo, su diseño fue confiado a la compañía de telecomunicaciones Bell Laboratories, que en menos de un mes convirtió el torpedo Mk 24 en un prototipo, que fue lanzado con éxito desde un tubo de torpedo, utilizando su propio motor desde un lanzador ubicado en una barcaza de prueba. El nuevo torpedo, con nombre en código "Cutie", fue designado Mark 27 (Mk 27). El contrato para la producción del Mk 27 se firmó con Western Electric, que entregó 1100 torpedos de este tipo a la marina entre julio de 1944 y abril de 1945.

### Guerra Fría
En 1948, en respuesta a informes de inteligencia de preocupación sobre el desarrollo intensivo de la flota submarina soviética, la Marina de los EE. UU. Encargó pertenecer al Laboratorio de Investigación de Artillería de la Universidad Estatal de Pensilvania (Penn State) acelerando el trabajo en otra modificación de los torpedos Mark 27 etiquetados como Mod 4. Como resultado de este programa Se iba a construir el primer torpedo submarino estadounidense, dedicado a combatir otras unidades sumergidas (también conservaba el papel de arma antibuque de superficie ). Sin embargo, incluso antes de la finalizar el programa de diseño de esta modificación, la Oficina de Armamento de Construcción Naval era consciente de las limitaciones de esta estructura. Si bien la velocidad máxima de este modelo, que era de solo 16 nudos, tenía la ventaja del sigilo, esta velocidad limitaba su uso solo contra objetivos que viajaban a no más de 14 nudos. El diseño relativamente simple y la antigüedad del sistema de guía era sensible a los señuelos y otras fuentes falsas de sonido lanzadas desde el barco objetivo. Por lo tanto, ya en 1946 la Penn State y Westinghouse comenzaron la cooperación que condujo al desarrollo del diseño del nuevo torpedo Mark 37, que hizo que en 1956 finalizara la producción del Mark 27. Sin embargo, mientras tanto, el torpedo Mk27 Mod 4 se adoptó como arma temporal, hasta que se perfeccionaron los diseños más nuevos. En 1946 a 1954, la División de cocinas americanas, AVCO Corp., de Connersville, y la Planta de artillería naval en Forest Park suministraron a la marina con aproximadamente 3,000 unidades.
El torpedo Mod 4 experimentó modificaciones adicionales al agregar un tambor de cable y dispositivos relacionados con el control por cable, así como modificaciones al sistema de propulsión, pero el diseño resultante de este programa recibió el nombre de Mark 39.

## Morfología
El torpedo Mk 27 Mod 0 original era la modificación de una mina Mk 24  de 483 mm de diámetro, 19 pulgadas, y una mayor longitud. Para poder lanzarlo desde un tubo de calibre estándar de 533 milímetros (21 pulgadas) se colocaron listones de madera de una pulgada al casco. Para aumentar la seguridad de su uso desde la cubierta submarina, se cambió la posición del dispositivo de seguridad, moviéndolo desde la parte superior del torpedo y colocándolo en la base. Se instalaron varios dispositivos para controlar el armado del torpedo, y se ha introdujo el arranque del motor antes de la salida, requerido para la navegación independiente. El torpedo Mark 27 Mod 0 estaba equipado una hélice accionada por un motor eléctrico alimentado por una gran batería eléctrica ubicada en el cuerpo del torpedo. Con una longitud total de 228 centímetros (90 pulgadas) y un peso de 327 kilogramos (720 lb), era capaz de alcanzar una velocidad máxima de 12 nudos y un alcance de hasta 5,000 yardas (4570 m).
El torpedo Mk 27 Mod 0 estaba equipado con una ojiva de  43 kilogramos elaborada con HBX, un poco más pesada que la ojiva de la Mk 24,  con un detonador de contacto Mark 11 Mod 2. Como en el caso del torpedo Fido, el objetivo era determinado por un sistema de cuatro hidrófonos pasivos colocados a lo largo del perímetro de la sección central separados 90°. Dirigidos a la derecha, izquierda, arriba y abajo del misil, lo que aseguraba que los sensores cubrieran todas las direcciones desde las cuales podía venir el sonido. El sistema de control de torpedos para dirigirse al objetivo movía los planos de control en proporción a la diferencia entre la intensidad de las señales acústicas que llegan a los hidrófonos derecho e izquierdo. Como en el caso de los torpedos Fido, fue una desviación radical de la dirección giroscópica simple de los torpedos existentes, en la que los aviones de control estaban completamente inclinados hacia la derecha o hacia la izquierda. Cambiar el detonador del torpedo evitó que atacara objetivos por debajo del nivel de inmersión de los buques de superficie, a diferencia de los torpedos Mark 24, que les impidieron atacar objetivos a profundidades inferiores a 30 pies (9 m). Esto hizo imposible que el torpedo Mk 27 atacara al submarino que lo había disparado.
Gracias a la salida autónoma del torpedo del lanzador, se eliminó el ruido que acompañaba la descarga neumática del torpedo. Esto permitía el submarino lanzar sigilosamente un torpedo desde una profundidad considerable que, después de alcanzar una profundidad de aproximadamente 12 metros, encendía su sistema de guía basado en el escaneo pasivo del entorno acústico.
Las versiones posteriores del torpedo fueron más largas y pesadas. El Mod 3 medía poco más de 10 pies (3 metros) de largo, también era más rápido y llevaba una ojiva de 200 lb (90 kg). El Mod 3 está equipado con un giroscopio para dirigir el torpedo mientras el misil se mueve hacia adelante, antes de comenzar la búsqueda acústica del entorno acuático. Sin embargo, antes de finalizar a la guerra, solo se fabricaron seis torpedos de esta versión.
Diseñado después de la guerra para combatir submarinos sumergidos, el Mod 4 tenía el mismo diámetro, pero con una longitud de 3194 mm, 125.75 pulgadas, pesaba 533 kg, y su cabeza de combate estaba llena con 58 kg de HBX.

## Empleo operacional
Los primeros Mark 27 fueron entregados a los submarino estadounidense en el verano de 1944. Inicialmente, su frecuentes fallas causaron preocupación, las unidades producidas posteriores funcionaron mejor. El primer submarino al que oficialmente se reconoció el hundimiento de una unidad enemiga con el torpedo Mk 27 fue el USS Sea Owl (SS-405), un submarino de la clase Balao, que el 11 de diciembre de 1944, con un solo torpedo, hundió una embarcación de patrulla japonesa de 135 toneladas en el Mar Amarillo. Al final de la guerra, sin embargo, solo 106 torpedos de este tipo habían sido disparados contra las naves de escolta enemigas, 33 de las cuales alcanzaron el objetivo, hundieron 24 unidades y dañaron 9 más. Esto corresponde con una tasa de éxito del 31%, cercana a la tasa conseguida por los torpedos convencionales estadounidenses.
El torpedo era ineficaz contra objetivos que navegaban a más de 8,5 nudos y, en cambio, era efectivo contra barcos grandes, porque su sistema de guía apuntaba directamente a las hélices del barco, lo que podría destruir o dañar incluso con la pequeña ojiva del Cutie. La unidad inmovilizada se podía rematar con un torpedo pesado ordinario. El Mark 27 fue diseñado desde el principio como un arma de defensa que al dañar un barco enemigo, lo obligó a detener un ataque al submarino, "asesino de misión", y no como un arma para destruir el marco, "asesino de barcos".
En los primeros años de la posguerra, cuando la Unión Soviética paso de aliado a adversario de la Guerra Fría, la Marina de los EE. UU. experimentó una gran necesidad de torpedos capaces de destruir los submarinos soviéticos. El desarrollo de los torpedos Mk 35 y Mk 37 todavía estaba lejos de completarse, por lo que se decidió hacer un torpedo antisubmarino basado en el existente Mk 27 Mod 0. En 1946, el Laboratorio de Investigación de Armamentos de la Universidad Estatal de Pensilvania desarrolló una modificación antisubmarina del torpedo Mk 27, marcada "Mod 4". La longitud del torpedo aumentó en 2 m para acomodar una ojiva y una batería más potentes. La producción de esta modificación del torpedo se realizó en American Kitchens, una división de AVCO en Connersville, Indiana, y en la Fábrica de Municiones Navales en Forest Park , Illinois. De 1946 a 1954, se dispararon unos 3.000 torpedos. A pesar de las imperfecciones de este diseño, se utilizó operativamente hasta 1960. En 1960, el torpedo fue retirado del servicio y reemplazado por el Mk 37